# چمدان (فیلم ۱۳۶۵)
چمدان فیلمی به کارگردانی جلال مقدم و نویسندگی عباس احمدی مطلق محصول سال ۱۳۶۵ است.

## بازیگران
- عزت‌الله انتظامی
- پروانه معصومی
- امین تارخ
- فرخنده شادمنش
- عزت‌الله مقبلی
- ناصر لقایی